# Xã Holt Creek, Quận Holt, Nebraska
Xã Holt Creek (tiếng Anh: Holt Creek Township) là một xã thuộc quận Holt, tiểu bang Nebraska, Hoa Kỳ. Năm 2010, dân số của xã này là 23 người.